# Powerglove
Powerglove ist eine US-amerikanische Metal-Band, welche Melodien aus Videospielklassikern nachspielt. Die Band hat sich nach dem Power Glove benannt, einem Datenhandschuh für das NES. Bisher hat die Band die EP „Total Pwnage“ und die drei Alben „Metal Kombat for the Mortal Man“, „Saturday Morning Apocalypse“, „TV Game Metal“ veröffentlicht.
Die Band nimmt nicht im Studio auf, sondern an verschiedenen Orten und mischt dann im Heimstudio. Im Mai 2008 begingen sie ihre erste U.S Tour mit den Bands Psychostick und Look What I Did.
Während dieser Tour lud Herman Li, der Gitarrist von DragonForce die Band ein, als Vorband in Portland, Oregon zu spielen. Nach diesem Auftritt wurde die Band eingeladen an der „Ultra Beatdown“ Amerika- und Kanada Tour zusammen mit Dragonforce und der finnischen Metal-Band Turisas teilzunehmen, welche im November und Dezember 2008 stattfand. Danach begann die Band an ihrem dritten Album („Saturday Morning Apocalypse“) zu arbeiten.

## Diskografie
- 2005: Total Pwnage (EP)
- 2007: Metal Kombat for the Mortal Man
- 2010: Saturday Morning Apocalypse
- 2012: TV Game Metal
- 2015: A Tribute to Sonata Arctica (zusammen mit Timeless Miracle, Stream of Passion, Xandria und anderen)
- 2018: Continue?

### Videos
- 2011: Batman